# بلغارین ایر چارتر
بلگارین ایر چارتر (به انگلیسی: Bulgarian Air Charter) یک شرکت هواپیمایی با کد یاتا H6 است که در تاریخ ۲۰۰۰ میلادی تأسیس شده است.
دفتر مرکزی بلگارین ایر چارتر در صوفیه، بلغارستان واقع شده‌است و به ۳۴ مقصد، پرواز مستقیم انجام می‌دهد.

## مقصدهای پروازی
بلغارین ایر چارتر تورهای متعددی را به‌صورت کرایه‌ای (چارتر) از کشورهای اروپایی به مقصد کشور بلغارستان در فرودگاه‌های دریای سیاه مانند فرودگاه بورگاس و فرودگاه وارنا در فصل تابستان و به فرودگاه‌های فرودگاه پلوودیف و فرودگاه صوفیه در فصل زمستان برگزار می‌کند. همچنین، این شرکت هواپیمایی پروازهای متعددی به مقصدهایی در اروپا، آسیا، آفریقا و خاورمیانه اجرا می‌کند.

## ناوگان هوایی

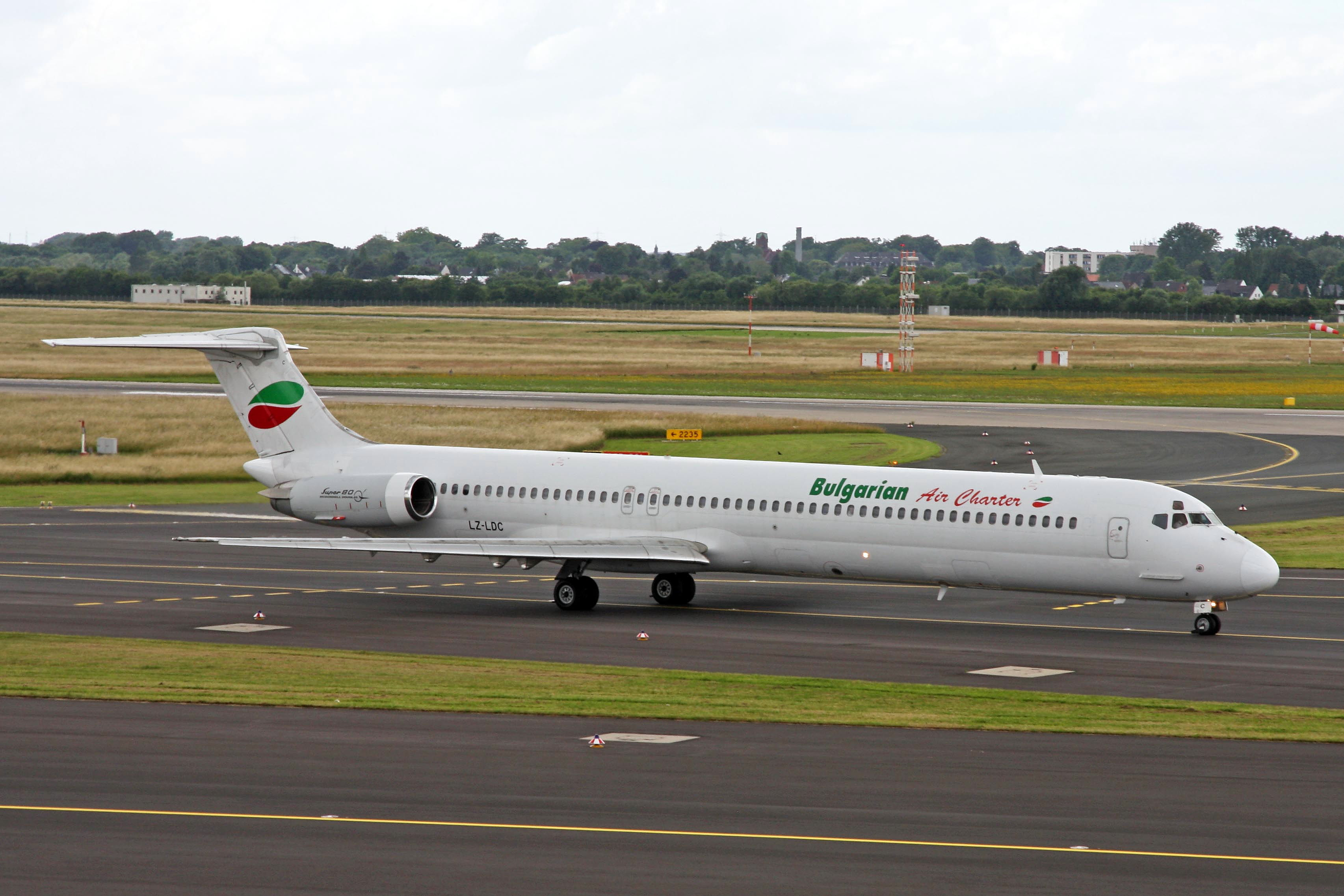
یک فروند مک‌دانل داگلاس ام‌دی-۸۲ بلغارین ایر چارتر در فرودگاه بین‌المللی دوسلدورف.

بنا بر داده‌های مه 2021 میلادی، ناوگان هوایی بلغارین ایر چارتر به شرح زیر است: